# Schlossberg (Friburgo)
Schlossberg (Monte del Castillo) se llama el monte directamente al borde del casco viejo de Friburgo. Tiene una altura de 456 m y una extensión de 23,6 ha y es precisamente la estribación suroccidental del macizo montañoso del Roßkopf (en español: Cabeza de Caballo).

## Topónimo
El topónimo Schlossberg es una palabra compuesta alemana que se traduce por "Monte del Castillo". "Berg" significa "monte". Por otra parte, en alemán se utilizan las palabras "Schloss" y "Burg". "Schloss" es un castillo en forma de un palacio, mientras que un "Burg" es fortificado. En tiempos pasados el monte se encontraba en un lugar estratégico y el castillo de Friburgo tenía también la función de una fortaleza. Pero como los Señores de Zähringen ya poseían el Castillo de Zähringen a poco más de 4 km al norte, llamaron su nuevo Castillo de Friburgo "Burghaldenschloss" o sea "Castillo de Mota". De esta manera el Monte del Castillo de Zähringen es el "Burgberg" y el Monte del Castillo de Friburgo el "Schlossberg".

## Detalles
Un mapa ofrecido por la Oficina de Turismo hace sugerencias para un paseo y da alguna información. Tour 2 es un paseo exclusivamente sobre el Monte del Castillo. Hay muchos caminos para llegar allí, pero el mapa sugiere de subir en el Carril del Schlossberg, un ascensor inclinado, desde el Jardín Municipal. Al lado de la estación de arriba se encuentra el restaurante Dattler. Siguiendo el mapa, después de 100 m se llega al reducto de camino, una pequeña fortificación en el acceso al castillo. Por encima está la Casita del Reducto, punto 5 en el mapa, un edificio del siglo XIX prestado de la ciudad al Kuratorium Schlossberg para hacer exhibiciones. Cerca de la antigua puerta principal se llega al antiguo castillo superior (Castillo San Pedro). En el patio estaba una iglesia, la Iglesia de San Pedro, en el lugar donde hoy está una cruz de madera, punto 5 en el mapa. De la iglesia queda sólo el altar mayor que desde 1795 está en la Iglesia San Ciriaco y Santa Perpetua, llamada también Iglesita Ana.